# أنطوان مارسيل يموان
أنطوان مارسيل يموان (بالفرنسية: Antoine Marcel Lemoine)‏ هو معلم موسيقى وعازف قيثارة وملحن فرنسي، ولد في 3 نوفمبر 1763، وتوفي في 1817.

## روابط خارجية
- أنطوان مارسيل يموان على موقع ديسكوغز (الإنجليزية)